# ماتیا آلتوبلی (بازیکن فوتبال، زاده ۱۹۸۳)
ماتیا آلتوبلی (انگلیسی: Mattia Altobelli؛ زادهٔ ۱۷ اوت ۱۹۸۳) بازیکن فوتبال اهل ایتالیا است.
از باشگاه‌هایی که در آن بازی کرده‌است می‌توان به باشگاه فوتبال اینتر میلان، باشگاه فوتبال اسپتزیا، باشگاه فوتبال کیاسو، باشگاه فوتبال آولینو، باشگاه فوتبال پرو ورچلی، و باشگاه فوتبال اسپال اشاره کرد.